# Bijlia dilatata
Bijlia dilatata es una especie de planta suculenta perteneciente a la familia Aizoaceae endémica de Sudáfrica.

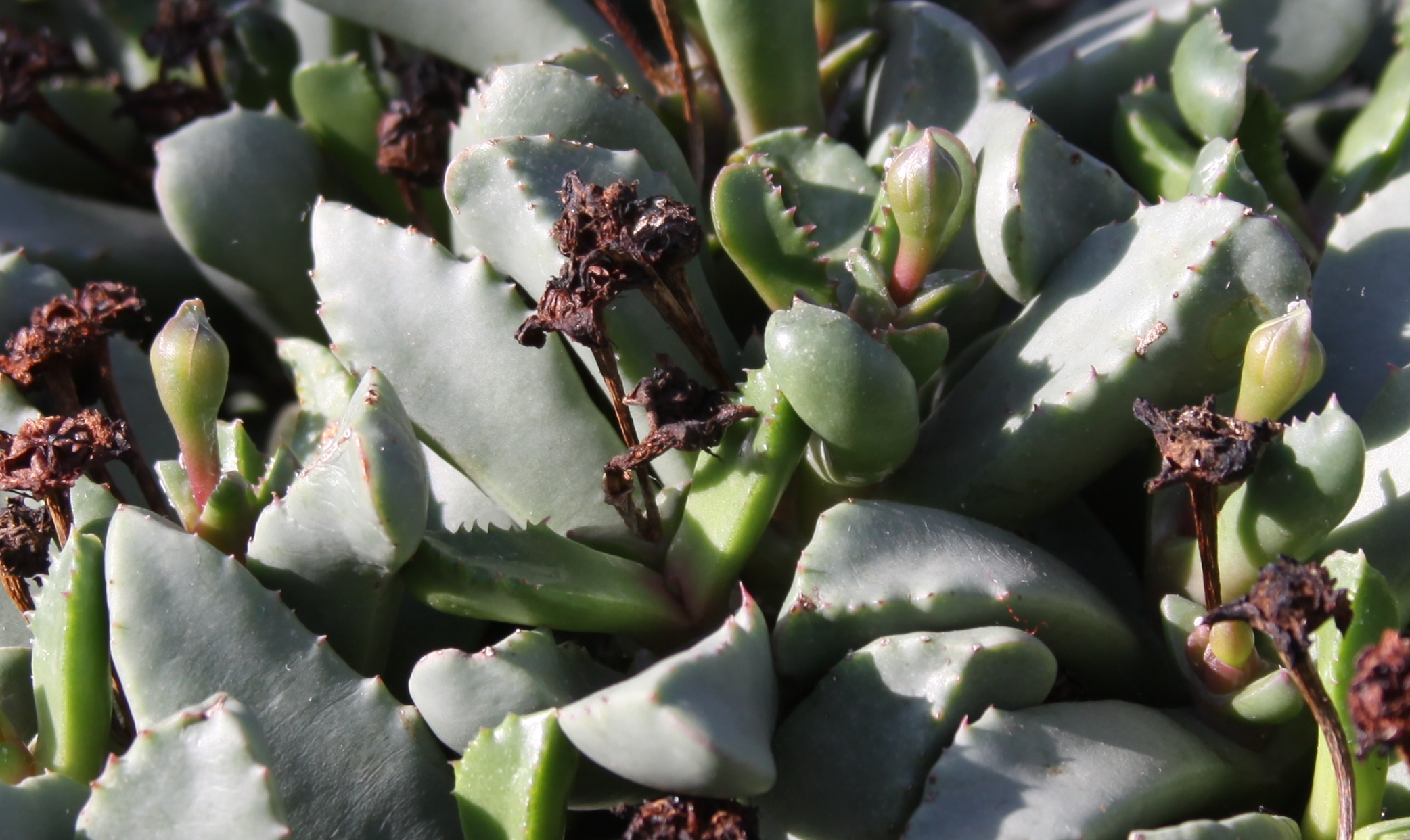
Vista de la planta

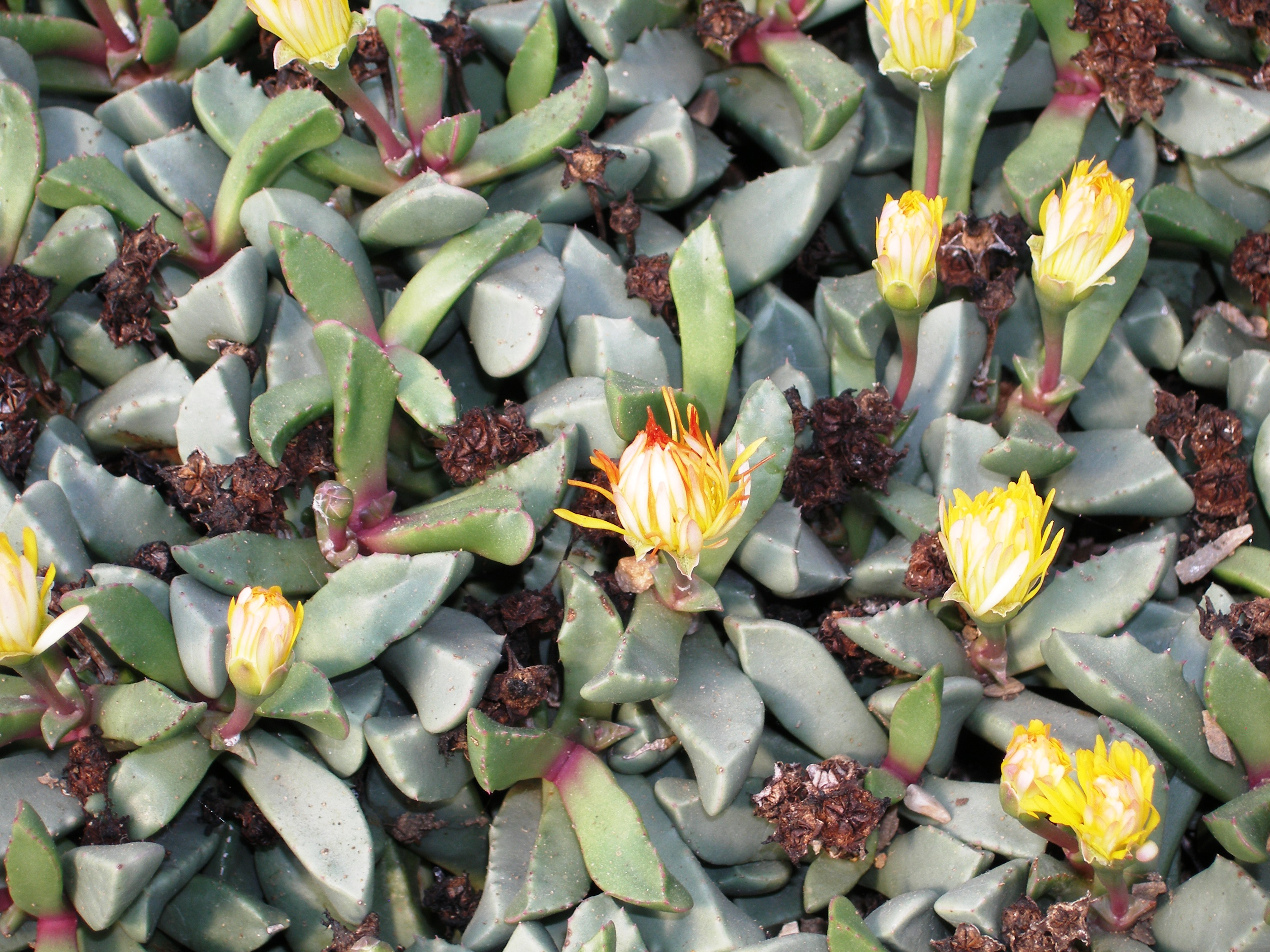
Planta con flor

## Descripción
Es una pequeña planta suculenta que alcanza un tamaño de 4 cm de altura a una altitud de 800 a 1000 metros en Sudáfrica.
Es extremadamente resistente a la sequía y crece profusamente. Se cubre de flores naranjas y amarillas la mayoría del año en climas moderados. No resiste las heladas.

## Taxonomía
Bijlia dilatata fue descrita por Heidrun Elsbeth Klara Osterwald Hartmann y publicado en Cactus and Succulent Journal 64(4): 179. 1992.
Etimología
Bijlia: nombre genérico que fue otorgado en honor de Deborah Susanna von der Bijl, con la que Nicholas Edward Brown mantenía correspondencia sobre la recogida de plantas.
dilatata: epíteto latino que significa "expandida".
Sinonimia
- Bijlia cana auct.
- Hereroa cana auct.
- Hereroa tugwelliae auct.
- Bolusanthemum tugwelliae Schwantes (1928)[4]